# Sebestyén Gyula (történész)
Sebestyén Gyula (Gyönk, 1848. november 13. – Pestlőrinc, 1911. július 5.) magyar pedagógus, történész, királyi tanácsos, állami tanítóképző intézetek szakfelügyelője, az országos közoktatási tanács titkára.

## Élete
Gyönkön született, hol apja gimnáziumi tanár volt. Ennek korai halála után Losoncra, majd Pestre került. E helyeken kezdte meg és fejezte be gimnáziumi tanulmányait. 1866-ban a pesti egyetemre iratkozott be, ahol előbb klasszika-filológia, utóbb irodalmi, történeti és földrajzi tanulmányokat végzett. 1874-ben a fővárosi IV. kerületi községi főreáliskolában nyert ideiglenes tanári alkalmazást. A következő két évben a VIII. és V. kerületi főreáliskoláknál működött; ezalatt letette a középiskolai tanári vizsgálatot és 1877-ben rendes tanárrá neveztetett ki a budapesti VI. kerületi állami polgári iskolai tanítóképzőintézethez, ahol 1896. júniusig működött és az utolsó három évben az igazgatói teendők didaktikai és adminisztratív részének ellátásával is meg volt bízva. 
1894-ben a vidéki állami tanitónőképző-intézetek miniszteri biztosává nevezték ki. Ugyanezen évben igazgatói címmel és jelleggel ruházták fel. 1896. októberben az újjászervezett Országos Közoktatási Tanács titkárává rendelték be és az alkalommal igazgatói címét és rangját aktiválták. Munkásságát és idejét 1886-től mind nagyobb mértékben igénybe vette az országos közoktatási tanács, melynek 1906-ig tíz évig volt titkára és mint ilyen részt vett mindazokban a nagyobb szervező munkálatokban, a melyek ez idő alatt foglalkoztatták a testületet; így a többek közt a középiskolai tanterv és utasítások reviziójában. Az 1896. évi második tanügyi kongresszuson az ülések egyikén az állam és iskoláról referált.
1899. október 16-án megkapta a királyi tanácsosi címet. Az országos közoktatási tanács titkársága alól fölmentve, 1906-ban kinevezték az állámi tanítóképzőintézetek szakfelügyelőjévé.

## Írásai
Cikkei az Egyetemes Philologiai Közlönyben (1889. Mátray Lajos: Fazekas Mihály élete és munkái, Sebesi újabb népköltészeti gyűjteményei, Czapáry László: Szekér Joakim Alajos élete és művei, Szilágyi és Hajmási, 1891. Anjoukori nyomok a nagymihályi Kaplyonok mulattatóiról, Mátray Lajos: Fazekas Mihály Ludas Matyija, Imre király troubadour vendége, 1894. Az ismeretlen Homer-fordítóról, 1900. «Haláltalan Detre», (utóbb kiadta a Balatonvidék 33., 34. sz. is); az Irodalomtörténeti Közleményekben (1891. Egy név szerinti árpádkori joculator, Egy lantost ábrázoló kép 1630-ból, Verembe esett kritikus, 1901. Vörösmarty és kora); az Ethnographiában (1890. Párhuzamos idézetek, 1895. A költészet eredetéről, 1896. Damasek Istenről, 1898. Avarok-e a mai székelyek? Titkári jelentés, Az iparművészeti múzeum karácsonyi tárlata. A régi hazai ornamentikáról, Mi volt a sorsa Ipolyi Mythologiájának? és könyvism., Kérelem gyűjtőinkhez szentiváni szokások leírása tárgyában, A Magyar Nemzeti Múzeum néprajzi gyűjteményei, Főtitkári jelentés, ugyanez minden későbbi évfolyamban és könyvism., 1900. «Gyászmagyarok», a magyar varázsdob, Népköltészet, Balladák és rokonneműek, szerelmi dalok és bordalok, Gyűjtési felhívás, Nyílt kérelem és könyvism., 1901. A párisi vallástörténeti kongresszus, A párisi folklorista kongresszus, Zalamegyei regös-énekek, Dunántúli szójátékok, fölhívás a téli népszokások és babonák gyűjtése ügyében és könyvism., 1902. A regösök, Regösénekek, 1903. Rovás- és rovásirás, A pogány magyarok lóhús-evése, Lóhús, emberhús és egyéb eledelek, és könyvism., 1904. Rovás és rovásirás. Egy pogány magyar hymnus kudarcza a baseli congresszuson, Néprajzi csodabogarak egy művészestélyen és könyvism., 1904. Rovás és rovásirás III., Betűrovás, 1905. A magyar nemzet őskora, mutatvány, 1906. A székely betűrovás eredetéről, Hamisítványok I., A pünkösdi király és királyné, Bábtánczoltató betlehemeseink szerepe a magyar mysteriumok történetében, Polemia, Gróf Zichy Jenő halála, 1907. Rovás és rovásirás: Hamisítványok II., Egy XVII. századi dalgyűjtemény töredéke); a Magyar Könyv-Szemlében (1890. könyvism., 1891. Gróf Széchenyi Ferencz levelezése könyvtári ügyekben, Csokonai kiadatlan versei a M. N. Múzeum kézirattárában, 1895. A katalogus-készítés kérdéséhez, 1898. A Pray-kódex kora, 3 melléklettel); a Vasárnapi Ujságban (1892. Szabolcska Mihály); a Pesti Naplóban 1892. Karácsonyi melléklet: A nép verses levelei, 1893. jan. 6. Szakácskönyvek az Akadémiában, febr. 23. Székfoglaló a távolból: Gróf De Gubernatis Angelo a Kisfaludy-Társasághoz, máj. 14. mellékl. Gyulai Aranyról, Újabb apróságok Aranyról, júl. 31. Tihany, 239. sz. Révai Miklós, jan. 4. Irodalmi felsülések, jún. 20. Székfoglalás – foglaló nélkül, decz. 17. A két Potyondy báró, 360. Karácsonyi mell. Koldus és a kutya, Krisztus-mondák, kiadatlan népköltési gyűjteményéből, 1894. január 16. Az oroszlánszelidítő, febr. 2. A jövevény, július sz. Uti emlékek Németországból, márcz. 7. könyvism., 1893-4. az Akadémia és történelmi társulat havi üléseiről és kisebb czikkek névvel, névnélkül és jegyekkel a tudomány, irodalom és képzőművészet köréből); a Beőthy Zsolt által szerkesztett Képes Irodalomtörténetben (1893. I. Királymondák és énekmondók, Középkori könyvtáraink és a Corvina, II. A magyar népköltészet és gyűjtői, 3. kiad. 1905. I. A magyar nemzet őskora, A pogánykori költészet emlékei, A királymondák és énekmondók, Középkori könyvtáraink és a Corvina); az Egyetértésben (1891. 13. Az új költő, a ki régi: Szabolcska Mihály, 52. 321. sz. könyvism.): a Pallas Nagy Lexikonában (1897. XV. A székelyek eredete); a Kisfaludy-Társaság Évlapjaiban (XXXI. 1898. A magyarok eredetének mondája); a Századokban (1898. Adorján mester); a M. Szalonban (1898. A tudósok); az Erdélyi Múzeumban (1899. Az avar-székely kapcsolat pere); az Esti Ujságban (1899. márcz. 21. A kegyelet tévedése: a «Tarnács»-utcza név dolgában).; a Jelentés a M. N. Múzeum 1900. évi állapotáról cz. munka Függelékében (1902. 88-107. l. Jelentés a Párisban tartott 1900. vallástörténeti és néphagyományi kongresszusokról); a M. N. Múzeum multja és jelene cz. díszműben (1902. Középkori kéziratok); az Akadémiai Értesítőben (1903. A Karacsay-codexről, bizottsági jelentés Fejérpataky László és dr. Szinnyei Józseffel együtt a m. tud. Akadémiának márcz. 23. ülésén); a Szamosujvári Közlönyben (1905. jan. 11. Gyászbeszéd Esztergár László m. n. múzeumi őr ravatalánál); a Pesti Hirlapban (1903. jan. 18. A rovásirás népi emlékei, Tar Mihály leleplezése a M. Néprajzi Társaság jan. 17. ülésén felolvasásának kivonata); a Magyar. Nyelvben (1906. Czintus és czinkus). 

## Művei
A Nemzeti Nőnevelést (1879–89), az Országos Középiskolai Tanáregyesületi Közlönyt és az Ifjúsági Iratok Tárát szerkesztette. Számos iskolai történelemtankönyvet is írt.
- Zrinyi Miklós a szigetvári hős életének története. Bpest, 1878. (Történeti Könyvtár 43. Második kiadás. Uo. 1896)
- Világtörténet a legrégibb időktől korunkig. A művelt közönség használatára. Uo. 1879 (I. kötet 1-5. füzet; a kiadó hibája miatt abba maradt.)
- Az őskor története. Uo. 1883 (Történeti Kézikönyvek 10. Az előbbeni munka fölhasználásával, ism. Budapesti Szemle XLI. k. 1885.; második kiadást ért az Az Athenaeum Kézikönyvtára 12. kötetében. Ism. Budapesti Szemle 97. k.)
- The Story of the nations Hungary. London, 1887 (Vámbéry Ármin neve alatt megjelent munkánál közreműködött)
- A magyar nemzet története, polgári és felsőbb leányiskolák számára. Bpest, 1889 (2. kiadás. Uo. 1900)
- A magyar nemzet története az elemi népiskolák V. és VI. osztálya számára. Uo. 1890 (2. kiad. 1896., 4. k. 1898., 5. k. 1901., 8. átdolg. kiad. 1906. Uo.)
- A magyar nemzet története polgári fiú-iskolák számára. Uo. 1890
- A magyar nemzet története. A középiskolák alsó osztályai számára. Uo. 1890
- Báró Eötvös József. Az Eötvös-alap gyűjtő-bizottságának febr. 2. ülésében tartott ünnepi beszéd. Uo. 1893 (különny. a Magyar Tanítóképző és Nemz. Nőnevelésből. Pósa Lajos «A tanítók háza» c. költeményével)
- Az Árpádok története. Uo. 1895 (2. kiadás. Uo. 1905) Online
- Elemi iskolai tanító- és tanítónőképzésünk fejlődése. A m. kir. vallás- és közoktatásügyi miniszter megbizásából az ezredéves ünnep alkalmára. Uo. 1896
- A magyar nemzet története a mohácsi vészig. A gymnasium és reáliskola III. és IV. oszt. számára Uo. 1900-1901. Két kötet. (III. oszt. 2. kiadás. Uo. 1907)
- Egyetemes történet. A középiskolák felső osztályai számára. Uo. 1903-1906. Három kötet, 147 képpel és 13 térképpel
- A magyar nemzet története. Felsőbb leányiskolák és tanítóképző-intézetek számára. Uo. 1901 (Második, alapjában változatlan kiadás. Uo. 1903)
- Egyetemes történet a felső kereskedelmi iskolák számára és a kereskedelem története. Átdolgozta Kováts S. János. Három kötet. Uo. 1903., 1904. és 1907. Három kötet.
- Egyetemes történet. Tanítóképző-intézetek számára. Átdolgozták Felméri Albert és Bellosics Bálint. I., II. kötet. Ó- és középkor. Újkor. 126 képpel és 8 térképpel. Uo. 1906